# Поречье (Ярославская область)
Поречье — деревня в Левцовском сельском округе Заволжского сельского поселения Ярославского района Ярославской области России. Ранее входила в состав Левцовского сельсовета.

## География
Деревня находится на берегу реки Шиголость, недалеко от автодороги Ярославль — Любим.

## История
Согласно Спискам населенных мест Ярославской губернии по сведениям 1859 года казённая и владельческая деревня Поречье, расположенное на просёлочном торговом тракте из Ярославля в село Путятино, относилось к 1 стану Ярославского уезда Ярославской губернии. В ней числилось 32 двора, проживало 96 мужчин и 116 женщины.

## Население
| 2007 | 2010 |
| ---- | ---- |
| 5    | ↘1   |

### Историческая численность населения
По состоянию на 1989 год в деревне проживало 18 человек.